# Samaje Perine
Samaje Perine (Pflugerville, 16 settembre 1995) è un giocatore di football americano statunitense che milita nel ruolo di running back per i Tampa Bay Buccaneers della National Football League (NFL). È il detentore il record della NCAA Division I FBS di yard corse una singola partita, 427, stabilito contro Kansas nel 2014 quando militava negli Oklahoma Sooners.

## Primi anni
Perine frequentò la Hendrickson High School nella Contea di Travis, in Texas. Nella sua ultima stagione corse 1.492 yard e 12 touchdown mentre nella precedente ne aveva fatte registrare 1.993 con 16 touchdown. Classificato dal noto sito Rivals.com come un prospetto a quattro stelle, nel marzo 2013 si accordò con l'Università dell'Oklahoma per giocare nel college football.

## Carriera universitaria
Perine trovò immediatamente spazio nella sua prima stagione da true freshman nel 2014. Nella sua prima gara in carriera corse 77 yard su 13 tentativi con un touchdown. Nella quarta ne corse 242 yard su 34 possessi con quattro touchdown. Corse nuovamente oltre 200 yard il 15 novembre, guadagnandone 213 con tre touchdowns contro Texas Tech. La settimana successiva stabilì il record NCAA correndo 427 yard su 34 tentativi assieme a cinque touchdown nella vittoria contro Kansas. Il precedente primato era stato stabilito con 408 da Melvin Gordon solo una settimana prima, il quale aveva superato quello di LaDainian Tomlinson che resisteva da 19 anni. La sua stagione si chiuse 1.713 yard corse su 263 possessi e 21 touchdown.
Nello Sugar Bowl 2017, alla fine della sua terza stagione, Perine batté il record di Billy Sims per yard corse in carriera coi Sooners stabilito tra il 1976 e 1979.

## Carriera professionistica

### Washington Redskins
Perine fu scelto nel corso del quarto giro (114º assoluto) del Draft NFL 2017 dai Washington Redskins. Debuttò come professionista subentrando nella gara del primo turno contro i Philadelphia Eagles. Il primo touchdown lo segnò su ricezione nella settimana 6 contro i San Francisco 49ers. Nell'undicesimo turno disputò la miglior prova stagionale correndo 117 yard e segnando il primo touchdown su corsa contro i New Orleans Saints. Quattro giorni dopo, con i running back titolari Rob Kelley e Chris Thompson infortunati, guidò nuovamente la squadra con 100 yard corse nella vittoria sui Dallas Cowboys il Giorno del Ringraziamento. La sua annata da rookie si chiuse con 603 yard corse è una marcatura.

### Cincinnati Bengals
Il 1º settembre 2019 Perine firmó con i Cincinnati Bengals.

### Miami Dolphins
Il 24 dicembre 2019 Perine firmò con i Miami Dolphins. Il 26 aprile 2020 fu svincolato.

### Ritorno ai Cincinnati Bengals
Il 28 aprile 2020 Perine rifirmò con i Bengals. Nella settimana 8 della stagione 2020 contro i Tennessee Titans segnò il suo primo touchdown dal 2017. Nella settimana 16 contro gli Houston Texans corse 13 volte per 95 yard e segnò due touchdown nella vittoria per 37–31. Chiuse la stagione con 63 corse per 301 yard e 3 marcature. Il 24 marzo 2021 firmò un nuovo contratto biennale con i Bengals.
Nella stagione 2021, Perine fu la riserva dell'ex compagno an Oklahoma Joe Mixon. Chiuse la stagione regolare con 55 corse per 246 yard e un touchdown su corsa, oltre a 27 ricezioni per 196 yard e un altro touchdown su ricezione. Nella finale della AFC contro i Kansas City Chiefs segnò un touchdown su un passaggio da 41 yard di Joe Burrow nel secondo quarto. I Bengals erano in svantaggio per 21–3 al momento del touchdown e tale marcatura contribuì alla vittoria in rimonta e alla qualificazione al Super Bowl, poi perso contro i Los Angeles Rams.
Nel tredicesimo turno della stagione 2022 Perine, partito come titolare al posto dell'infortunato Joe Mixon, corse 106 yard su 21 tentativi nella vittoria contro i Kansas City Chiefs. La sua annata si chiuse con 394 yard corse, il massimo dalla sua prima stagione.

### Denver Broncos
Il 14 marzo 2023 Perine firmó con i Denver Broncos. In quella stagione disputò tutte le 17 partite, di cui una come titolare, con 53 corse per 238 yard e un touchdown, oltre a 50 ricezioni per 455 yard. Il 27 agosto 2024 fu svincolato.

### Kansas City Chiefs
Il 28 agosto 2024 Perine firmò con i Kansas City Chiefs.

### Tampa Bay Buccaneers
Il 10 marzo 2025 Perine firmò con i Tampa Bay Buccaneers.

## Palmarès
- American Football Conference Championship: 2

Cincinnati Bengals: 2021
Kansas City Chiefs: 2024